# Солонцы (Великобагачанский район)
Солонцы (укр. Солонці) — село,
Белоцерковский сельский совет,
Великобагачанский район,
Полтавская область,
Украина.
Присоединено к селу Коноплянка в 1986 году .

## Географическое положение
Село Солонцы примыкает к селу Коноплянка.
Рядом с селом протекает река Гнилица.
Рядом проходит автомобильная дорога М-03.

## История
- 1986 — присоединено к селу Коноплянка [1].